# Adolph Francis Alphonse Bandelier
Adolph Francis Alphonse Bandelier (Berna, 6 agosto 1840 – Siviglia, 18 marzo 1914) è stato un archeologo statunitense.
Bandelier è nato a Berna, Svizzera. Da giovane emigrò negli Stati Uniti. Dopo il 1880 si è dedicato all'archeologia ed alla etnologia, lavorando fra gli indiani del sud-ovest degli Stati Uniti, del Messico e del Sud America. Ha iniziato i suoi studi in Sonora (Messico), Arizona e nel Nuovo Messico; è diventato così l'autorità più rappresentativa per quanto riguarda la storia di queste regioni e, con F. H. Cushing ed i suoi successori, uno degli esperti di civiltà preistorica.
Nel 1892 ha abbandonato queste regioni è ha spostato i suoi studi nell'Ecuador, in Bolivia e nel Perù, dove ha continuato le indagini etnologiche, archeologiche e storiche. Ha lavorato per la "Hemenway Archaeological Expedition", per "Henry Villard" di New York e per il museo di storia naturale di New York. Bandelier ha mostrato la falsità di vari miti storici, da notare sono le sue conclusioni rispetto alla civiltà Inca nel Perù.
Le sue pubblicazioni includono:
- tre studi depositati presso l'università Harvard
  - sull'arte della guerra e le modalità di guerra degli antichi messicani (1877)
  - sulla distribuzione e sul possesso delle terre e sulle abitudini riguardo all'eredità fra gli antichi messicani (1878)
  - sull'organizzazione sociale e sulle modalità di governo degli antichi messicani (1879)
- introduzione storica agli studi fra gli indiani sedentari del Nuovo Messico ed il resoconto sulle rovine del Pueblo di Pecos (1881)
- resoconto di un giro archeologico in Messico nel 1884 (1884)
- relazione finale sulle indagini fra gli indiani del sud-ovest degli Stati Uniti (1890 - 1892, 2 volumi)
- contributi alla storia del sud-ovest degli Stati Uniti scritti principalmente tra il 1880 e il 1885 (1890).